# Te Kauwhata
Te Kauwhata – miasto w Nowej Zelandii, na Wyspie Północnej, w regionie Waikato.